# جيري سكريبت
JerryScript هو محرك جافا سكريبت خفيفة الوزن للغاية مخصص لإنترنت الأشياء، فهو قادر على تنفيذ التعليمات البرمجية لـ ECMAScript 5.1  على أجهزة تحتوي أقل من 64 كيلو بايت من الذاكرة.
تم نشر (فتح) مصر المحرك على GitHub (https://github.com/jerryscript-project/jerryscript) في حزيران / يونيو 2015. JerryScript مرخص تحت رخصة أباتشي 2.0. في تشرين الأول / أكتوبر عام 2016 تشكلت JS Foundation و كان JerryScript واحدا من المشاريع الأولية.

## الخصائص الرئيسية لـJerryScript
- الدعم الكامل لمعيار ECMAScript 5.1
- حجم  170K عند جمعه لمعالج ARM Thumb-2
- مخصص بشكل كبير لإستهلاك أقل للذاكرة
- مكتوب بلغة C99 لأقصى قدر من قابلية النقل
- دعم ترجمة الكود المصدري لجافا سكريبت إلى بايت كود
- دعم كامل لواجهة برمجة التطبيقات للغة البرمجة سي، من السهل تضمينها في التطبيقات
  - مشاريع مثل IoT.js (https://github.com/Samsung/iotjs) بنيت على من JerryScript